# Улица А. Волано
Улица А. Волано (лит. A. Volano gatvė, Andriaus Volano gatvė) — короткая, около 70 м, улица в Старом городе Вильнюса. Пролегает между улицами Швянто Миколо и Литерату и состоит из одного дома по адресу А. Волано 2, в котором располагается Министерство образования и науки Литвы. Напротив него устроен небольшой сквер, за которым находится бывший монастырь бенедиктинок (как в Литве именовали клариссинок) с костёлом Святого Архангела Михаила. 

## Название и история
Улица носит имя политического деятеля Великого княжества Литовского, мыслителя и кальвинистского полемиста Андрея Волана, секретаря покровителя протестантов Николая Радзивилла Рыжего, а также королей Сигизмунда Августа, Стефана Батория и Сигизмунда Вазы. Участком земли с постройками здесь владел Николай Радзивилл Рыжий, в 1577 году подаривший свои владения общине реформатов. Здание кальвинистского собора было окружено высокой каменной оградой. В 1639 году здание было разорено толпой католиков, обвинивших реформатов в стрельбе из лука по костёлу Святого Михаила. В 1641 году кальвинистская община была выселена за городскую стену. 

## Характеристика
Мостовая вымощена плиткой. Улица относится к категории D — категории вспомогательных улиц, предназначенных для доступа транспорта на небольшие территории и подъезда к отдельным зданиям. 
Маршруты общественного транспорта по улице Шварцо не пролегают. Ближайшие остановки автобусов находятся на улице Майронё (автобус 10, 11, 33, 88), Барборос Радвилайтес (автобусы 10, 11, 33, 88), Ужупё (автобусы 10, 11, 33, 88).
Средняя высота над уровнем моря местности, по которой пролегает улица, достигает 102 м. Это сравнительно низкое место в Вильнюсе, где 95 % улиц расположено выше. 